# Heléne Fritzon
Marie Heléne Elisabet Fritzon, tidigare Eklund och Svensson, född Persson 29 september 1960 i Kristianstad, är en svensk socialdemokratisk politiker. Hon är utbildad lågstadielärare.
Fritzon var migrationsminister och biträdande justitieminister med ansvar för civilrättsliga frågor åren 2017–2019 i regeringen Löfven I. Hon är socialdemokratisk Europaparlamentariker sedan valet 2019.

## Biografi
Heléne Fritzon har en bakgrund som lågstadielärare. År 1987 avlade hon sin examen vid Högskolan i Kristianstad.
Hon var gift första gången 1980–1983 med Jerry Eklund (född 1956), andra gången 1984–1998 med politikern Dick Svensson (1936–2009) och tredje gången från 2004 med politikern Henrik Fritzon. Hon är bosatt i Degeberga.

## Politisk karriär
Fritzon var tidigare kommunalråd i Kristianstads kommun där hon ledde en politisk majoritet bestående av Socialdemokraterna, Liberalerna och Centerpartiet. Hon var, fram till dess hon blev statsråd, ledamot av styrelsen för Sveriges Kommuner och Landsting och var också ordförande i SKL:s Förhandlingsdelegation. Fritzon har också haft styrelseuppdrag i Fjärde AP-fonden. Sedan många år tillbaka är hon ledamot av Socialdemokraternas partistyrelse och var ledamot av partistyrelsens verkställande utskott 2001–2013. Hon var ordförande för Skånes partidistrikt 2003–2013. Hon var 2013–2017 ledamot av Regionkommittén inom EU.
Den 27 juli 2017 utsågs Fritzon till migrationsminister och biträdande justitieminister med ansvar för civilrättsliga frågor i regeringen Löfven I. Hon  entledigades den 21 januari 2019, då hon istället blev Socialdemokraternas toppkandidat i valet till Europaparlamentet 2019. I dag är hon Europaparlamentariker och delegationsledare för den svenska socialdemokratiska gruppen. 
Nuvarande befattningar i Europaparlamentet:
- Vice ordförande, Progressiva gruppen av Socialdemokrater i Europaparlamentet.
- Ledamot i utskottet för miljö, folkhälsa och livsmedelssäkerhet (ENVI).
- Suppleant i utskottet för kvinnors rättigheter och jämställdhet mellan kvinnor och män (FEMM).
- Suppleant i utskottet för kultur och utbildning (CULT).
- Ledamot i delegationen till den gemensamma parlamentariska AVS-EU-församlingen.
- Suppleant i delegationen för förbindelserna med Sydafrika.